# Panzerjäger I

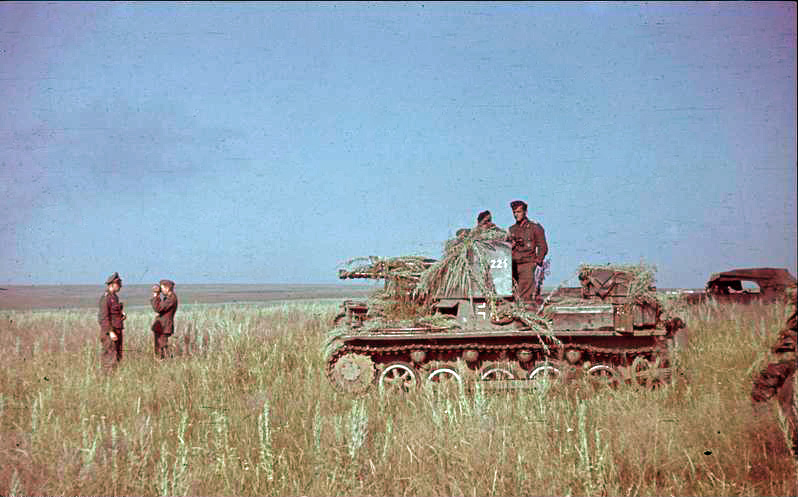
Panzerjäger I in der Sowjetunion im Sommer 1941

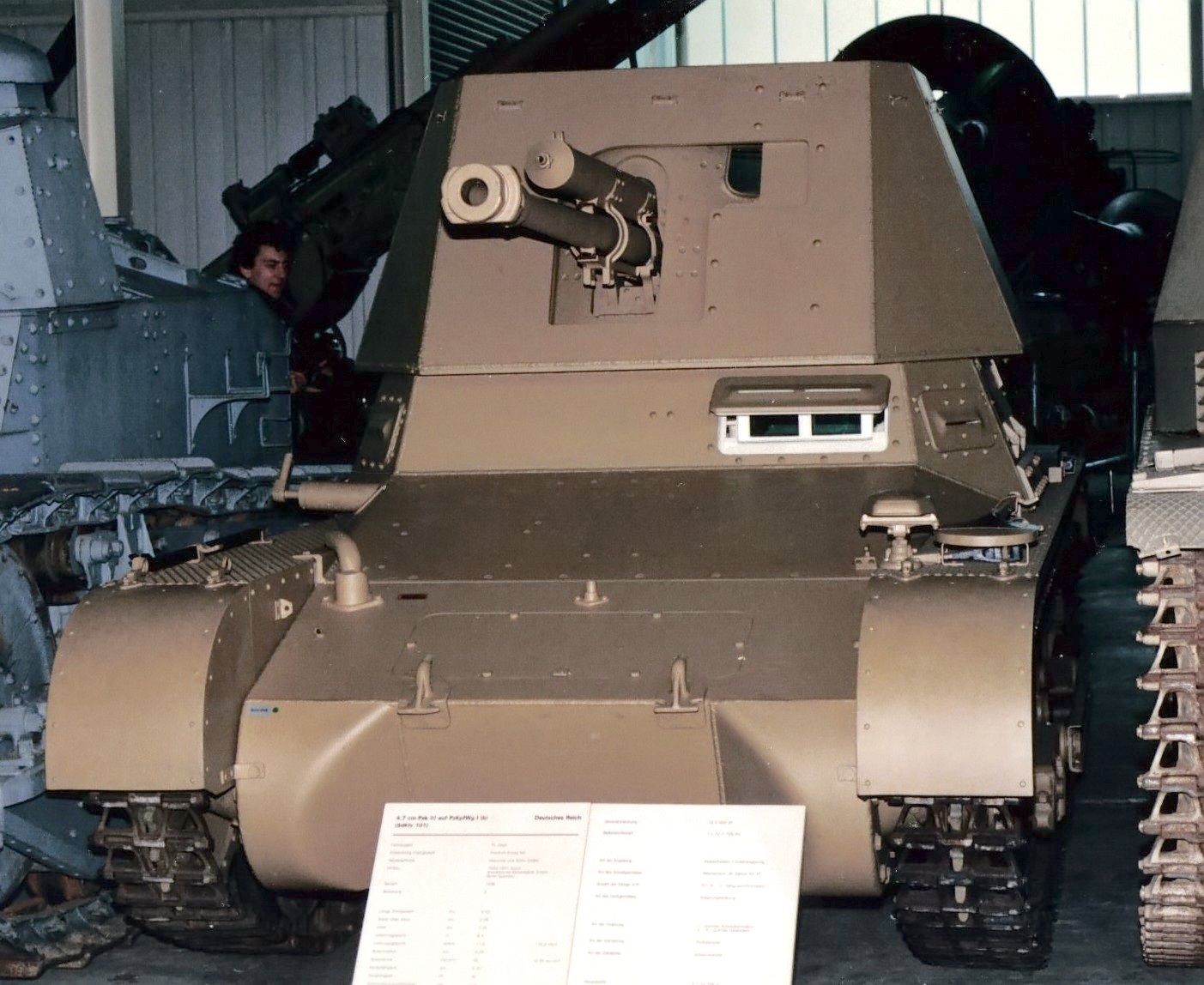
Panzerjäger I in Koblenz, Alkett-Schutzschild

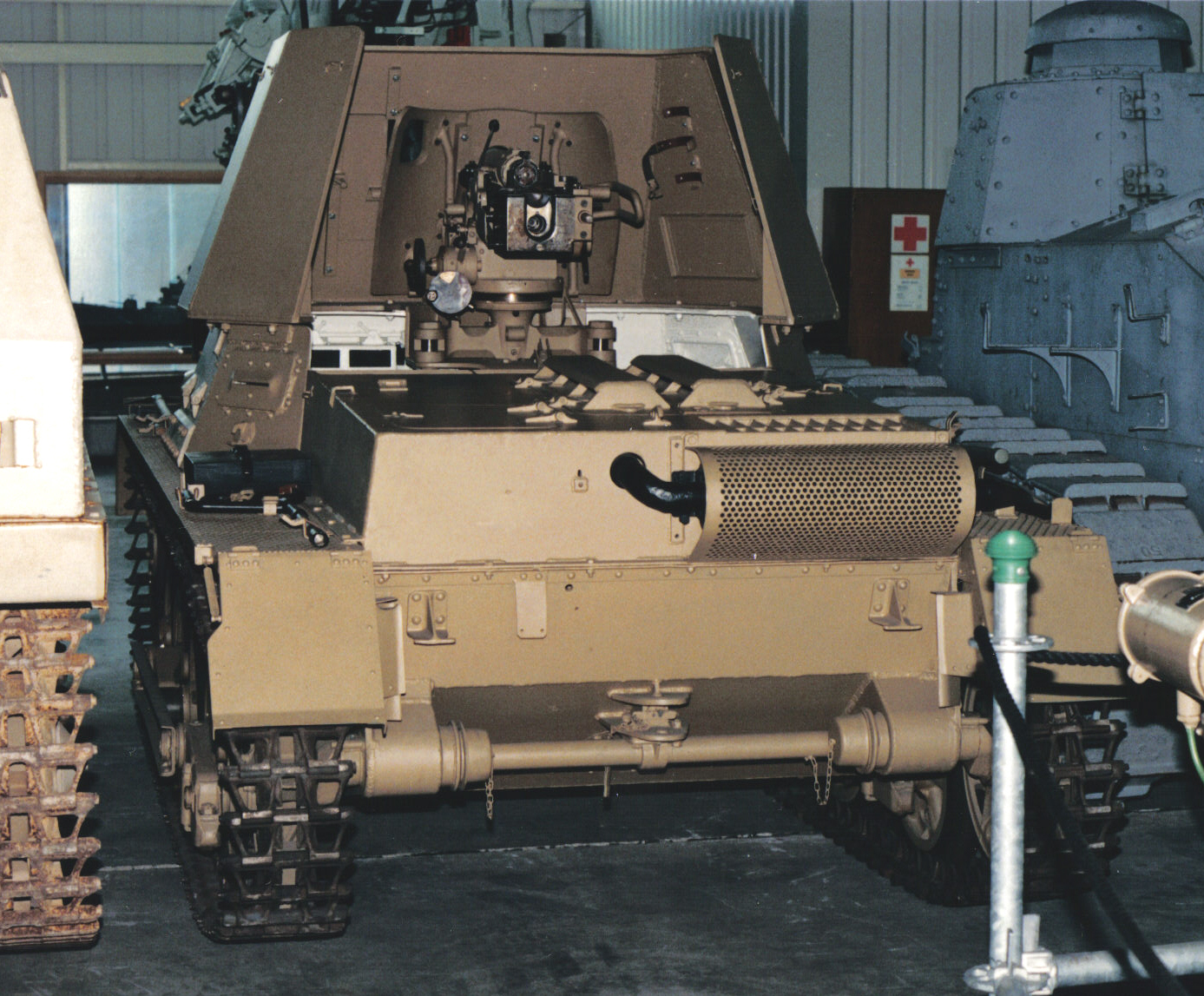
Ansicht von hinten in den Kampfraum

Als Panzerjäger I wird eine für die deutsche Wehrmacht im Zweiten Weltkrieg gebaute Selbstfahrlafette bezeichnet, bei der eine 4,7-cm-Panzerabwehrkanone auf das Fahrgestell eines Panzerkampfwagen I Ausf. B gesetzt wurde.

## Geschichte
Als Bewaffnung wurde die 4,7-cm-PaK 36(t) aus tschechoslowakischen Beständen ausgewählt, da die ebenfalls in Erwägung gezogene deutsche 5-cm-PaK 38 noch nicht einsatzbereit war. Insgesamt wurden 202 Fahrzeuge von 1940 bis Anfang 1941 umgebaut (Fahrgestell-Nr.: 10478–16486), eine erste Serie von 132 Fahrzeugen durch Alkett in Berlin sowie eine zweite Serie von 70 Fahrzeugen durch Alkett (10) und Klöckner-Humboldt-Deutz (60). Äußerlich unterschieden sich diese Fahrzeuge durch die fünfseitigen Schutzschilde des Aufbaus in der ersten Serie und die siebenseitigen Schutzschilde in der zweiten Serie, nach hinten und oben waren beide Versionen ohne Panzerschutz. Die Panzerung der Schutzschilde wies eine Stärke von etwa 14–15 mm auf.
Das 2,25 m hohe Fahrzeug wog 6,4 t und hatte eine Besatzung von drei Mann. Die 4,7-cm-Pak(t) war mit einem Seitenrichtfeld von je 15° und einem Höhenrichtfeld von −8° bis +12° versehen. Für die Pak wurden 86 Schuss Munition mitgeführt. Die Feuerhöhe lag bei 1,72 m, die maximale Schussweite war 6000 m. Bei einer Mündungsgeschwindigkeit von 775 m/s konnte die hier verwendete Panzergranat-Patrone 36(t) auf 1000 m bis zu 40 mm Panzerung durchschlagen.
Zu Beginn des Westfeldzuges kamen vier Heerespanzerjägerabteilungen (521, 616, 643, 670) mit je 18 Panzerjägern I zum Einsatz.

## Technische Daten
| Panzerjäger I                |                                                     |
| Allgemeine Eigenschaften     |                                                     |
| Gewicht                      | 6,4 t                                               |
| Länge                        | 4,42 m                                              |
| Breite                       | 2,06 m                                              |
| Höhe                         | 2,25 m                                              |
| Bewaffnung                   |                                                     |
| Hauptbewaffnung              | 4,7-cm-PaK 36(t)L/43                                |
| Munitionsvorrat              | PaK: 86 MG:                                         |
| Kaliberlänge                 | 43                                                  |
| Panzerung                    |                                                     |
| Gesamt                       | 6–14,5 mm                                           |
| Beweglichkeit                |                                                     |
| Motor                        | Maybach NL 38 TR 6-Zylinder-Ottomotor wassergekühlt |
| Hubraum                      | 3,8 l                                               |
| Leistung                     | 100 PS bei 2500 min−1                               |
| Gewichtsbezogene Leistung    | 15,6 PS/t                                           |
| Höchstgeschwindigkeit Straße | 40 km/h                                             |
| Kraftstoffvorrat             | 148 l                                               |
| Fahrbereich                  | 140 km (Straße) 95 km (Gelände)                     |
| Besatzung                    | 3                                                   |
| Stückzahl                    | 202                                                 |

## Munition
Die 4,7-cm-PaK (t) L/43 konnte tschechische und österreichische Munition verschießen.
| Durchschlagsleistung der 4,7-cm-PaK (t) L/43 bei 60° Auftreffwinkel |                      |                      |
| Nomenklatur der Munition                                            | Panzergranate 36 (t) | Panzergranate 35 (ö) |
| 100 Meter                                                           | 52 mm                | 44 mm                |
| 500 Meter                                                           | 47 mm                | 41 mm                |
| 1000 Meter                                                          | 40 mm                | 34 mm                |
| 1500 Meter                                                          | 35 mm                | 25 mm                |